# Chingeltei

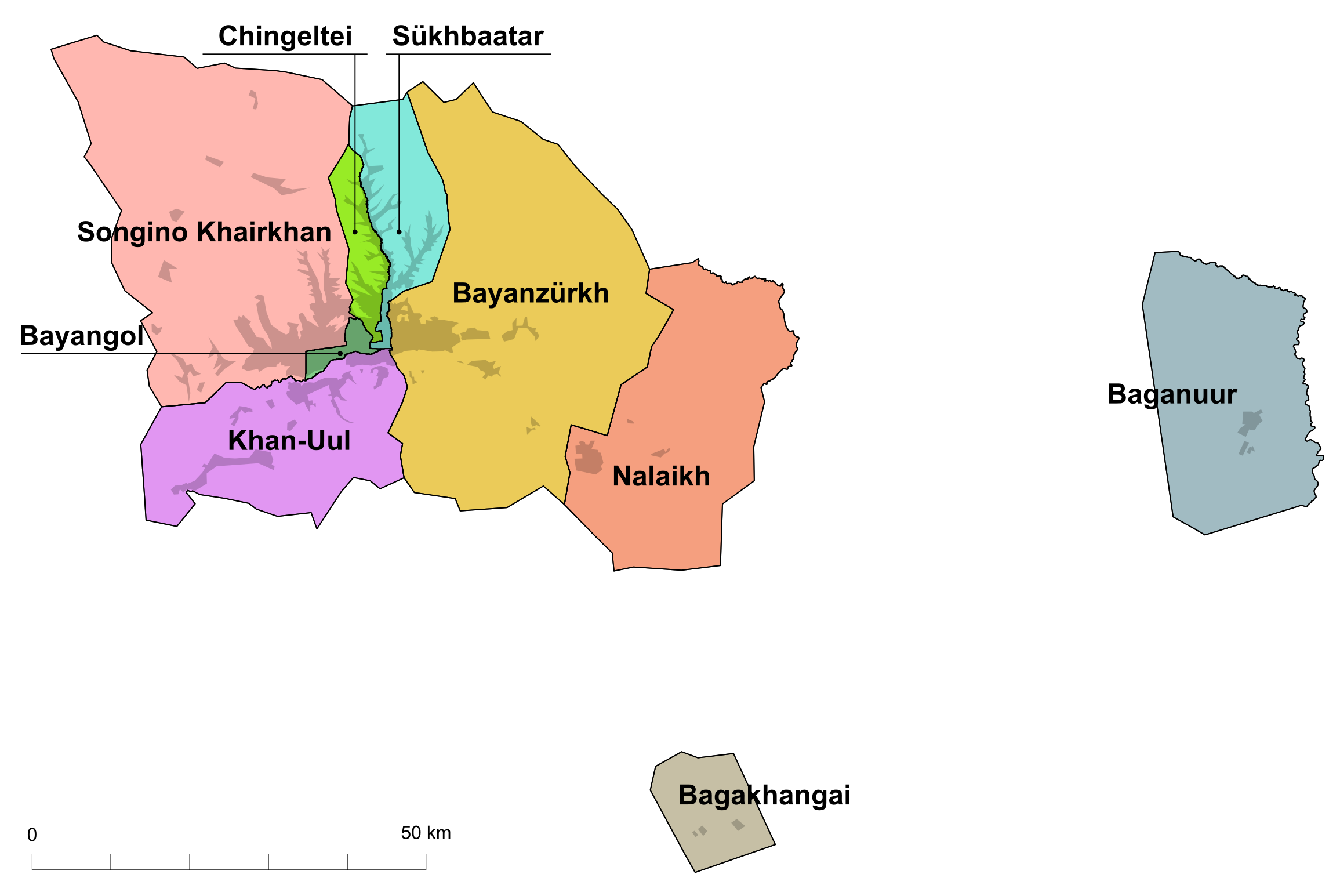
Bản đồ hành chính Ulan Bator

Chingeltei (tiếng Mông Cổ: Чингэлтэй) là một trong chín Düüreg (quận) tại thủ đô Ulaanbaatar, Mông Cổ. Chingeltei được chia thành 18 Khoroo (phường). Chingeltei có diện tích 89.3 và dân số đầu năm 2009 đạt 140.019 người. Khu vực này nằm tại phía bắc thủ đô và thuộc vùng chân núi Chingeltei Uul, một trong bốn ngọn núi thiêng bao quanh thủ đô.